# 1878年德國聯邦選舉

選舉地圖

聯邦選舉於1878年7月30日在德國舉行。民族自由黨仍然是帝國議會中最大的政黨，在397個席位中佔有97個席位。選民投票率為63.4%。